# Гавронский, Войтех
Войцех Гавронский (Роля-Гавроньский, пол. Wojciech Gawroński; 28 марта 1868, Сейманы близ Вильно, Царство Польское, Российская империя — 5 августа 1910, Ковановко близ Познани) — польский композитор, пианист и музыкальный педагог.

## Биография
Учился в гимназиях Вильно, Симферополя и Варшавы. Первые уроки музыки получил у отца. Впервые выступил с концертом музыки Шопена в возрасте 11 лет в Симферополе. Позже до 1891 года обучался в варшавском Институте музыки и декламации у Р. Штробля (фортепиано) и З. Носковского (композиция). Брал частные уроки музыки у А. Мюнххаймера и М. Мошковского в Берлине.
Поселившись в Ковно, сам давал уроки музыки, а затем в течение года с июня 1894 г. работал дирижёром оркестра и хора Кафедрального собора Св. Станислава в Вильно.
Около 1895 года отправился в Вену, где продолжил занятия игры на фортепиано под руководством Т. Лешетицкого.
В конце 1895 года основал музыкальную школу в Орле, которой руководил.
Кроме того, возглавлял Орловское музыкальное общество.
В этот период В. Гавронский дал много концертов, особенно в Польше и России. В Варшаве выступал с концертами, в которых участвовали многие композиторы, в том числе, в Варшавском музыкальном обществе (1902, 1906), Варшавской филармонии (1903).
В 1902 году Гавронский поселился в Варшаве и занялся сочинением музыки и обучением молодёжи, позже работал в Лодзинской музыкальной школе, где преподавал игру на фортепиано.

## Творчество
Гавронский считался прекрасным исполнителем произведений Баха и Шопена, в его репертуаре были сочинения Шумана и Листа.
Композиции В. Гавронского, как правило, выпускались издательством «Гебетнера и Вольфа» в Варшаве, частично им самим.
В. Гавронский — автор оперы «Марья» и «Поята», симфонии, романсов, фортепианных пьес, 3 струнных квартетов.

## Награды
За своё творчество получил ряд наград на музыкальных конкурсах на родине и за границей.
В 1896 г. — первая премия на конкурсе в Варшаве за песню Pamiętaj o mnie op. 1 № 3,
В 1898 г. — первая премия на международном конкурсе им. Падеревского в Лейпциге за квартет для смычковых инструментов F-dur op. 16 и первую премию на конкурсе им. Любомирского в Варшаве за Вариацию op. 9 № 2 для фортепиано,
В 1903 г. на том же конкурсе отмечен двумя первыми премиями за произведения для фортепиано: Балладу op. 10 № 1 и Легенду op. 13 № 2; тогда же в 1903 г. награждён за Квартет f-moll op. 17 на конкурсе в Москве.